# G.726

G.726

G.726 és un estàndard de còdec de veu ITU-T ADPCM que cobreix la transmissió de veu a velocitats de 16, 24, 32 i 40 kbit /s. Es va introduir per substituir ambdós G.721, que cobrien ADPCM a 32 kbit/s, i G.723, que descrivia ADPCM per a 24 i 40 kbit/s. G.726 també va introduir un nou 16 velocitat kbit/s. Les quatre velocitats de bits associades amb G.726 sovint es refereixen a la mida de bits d'una mostra, que són de 2, 3, 4 i 5 bits respectivament. El còdec de banda ampla corresponent basat en la mateixa tecnologia és G.722.
El mode més utilitzat és el 32 kbit/s, que duplica la capacitat de xarxa utilitzable utilitzant la meitat de la velocitat de G.711. S'utilitza principalment als troncs internacionals de la xarxa telefònica i és el còdec estàndard utilitzat en els sistemes de telefonia sense fil DECT. L'aplicació principal dels canals de 24 i 16 kbit/s és per als canals de sobrecàrrega que transporten veu en equips de multiplicació de circuits digitals (DCME). L'aplicació principal dels canals de 40 kbit/s és transportar senyals de mòdem de dades en DCME, especialment per a mòdems que funcionen a més de 4800 bit/s.

## Història
G.721 es va introduir el 1984, mentre que G.723 es va introduir el 1988. Es van plegar en G.726 l'any 1990.
G.727 es va introduir al mateix temps que G.726 i inclou les mateixes taxes de bits, però està optimitzat per a l'entorn d'equips múltiple de circuits de paquets (PCME). Això s'aconsegueix incorporant un quantificador de 2 bits a un quantificador de 3 bits i el mateix per als modes superiors. Això permet eliminar el bit menys significatiu del flux de bits sense efectes adversos en el senyal de veu.

## Característiques
- Freqüència de mostreig 8 kHz.
- 16 kbit/s, 24 kbit/s, 32 kbit/s, 40 velocitats de bits kbit/s disponibles.
- Genera un flux de bits, per tant, la longitud del fotograma està determinada pel temps de paquetització (normalment 80 mostres per 10 mida del marc ms).
- El retard algorítmic típic és de 0,125 ms, sense cap demora en el futur.
- G.726 és un codificador de veu de forma d'ona que utilitza la modulació de codi de pols diferencial adaptatiu (ADPCM).
- Les proves PSQM en condicions ideals produeixen puntuacions d'opinió mitjanes de 4,30 per a G.726 (32 kbit/s), en comparació amb 4,45 per a G.711 (μ-law).
- Les proves PSQM sota estrès de xarxa donen una puntuació mitjana d'opinió de 3,79 per a G.726 (32 kbit/s), en comparació amb 4,13 per a G.711 (llei μ).
- 40 Kbit/s G.726 pot transportar 12000 bit/s i senyals de mòdem més lents, mentre que G.726 de 32 kbit/s pot transportar 2400 bit/s .i senyals de mòdem més lents bé i 4800 bit/s amb una mica més de degradació que els còdecs de canal clars.[4]